# GOES-16
0°00′N 75°12′W / 0°N 75.2°W
GOES-16（在到达地球静止轨道之前被称为GOES-R、在到达地球静止轨道之后被称为GOES-East）是由NASA和NOAA运营的GOES-NEXT系列静止环境观测卫星中的第一颗。GOES-16是地球静止轨道气象卫星，定点于75.2°W,对美洲地区进行观测。GOES-16提供16个不同波段的高时间和空间分辨率的地球图像，此外,GOES-16还携带有四种观测太空环境和太阳的仪器。
GOES-16的设计开始于1999年，用于满足未来NOAA卫星的要求，经过10年的仪器设计，最终交付给洛克希德·马丁公司进行制造。2008年，GOES-16开始建造，并在2012-2014年进行不断的测试，在几经发射推迟之后，GOES-16于2016年11月19日在卡纳维拉尔角由ULA的宇宙神5号发射升空。几天后，卫星到达初始预定位置，并开始长达一年的验证实验阶段。2017年11月，GOES-16向东移动到75.2°W，并于2017年12月18日宣布正式投入使用。GOES-16预计在轨运行10年，之后为后续GOES系列卫星提供5年在轨备份服务。

## 背景

### 卫星仪器设计
静止环境观测卫星（GOES）项目始于美国国家航空航天局（NASA）和国家海洋和大气管理局（NOAA）于1975年开发的地球静止轨道气象卫星继1966年开发的应用技术卫星和同步气象卫星项目。
GOES-16的更多开发始于1999年6月NESDIS的ABI成像仪的设计，一开始设计时设计是一共有10个波段被加入ABI成像仪，并在卫星上添加6种不同仪器。1999年9月，NOAA研究与发展理事会赞同继续发展该仪器的波段数量即频率带宽。 随着仪器的进一步完善，波段的数量从最初的10个逐渐增长至1999年12月的12个。除了ABI成像仪之外，还一并开始了先进基线测深仪(ABS)的开发，它将成为下一代GOES系列卫星高光谱环境套件(HES)的一部分。 和ABI一样，HES的分辨率和空间覆盖范围也明显扩大。最初的设想是2018年ABI将作为GOES系列推出的GOES-Q开始搭载。
在2011年，NOAA计划将于2012年启动GOES-R系列并发射GOES-R卫星，其中ABI和ABS都是设计搭载的仪器。GOES-R和其系列卫星将向用户提供新的业务产品，提高气象预报的细节及准确性。四年后，ABI的波段数增加至16个，覆盖范围包括可见光、近红外和红外线。在2006年9月，NOAA放弃了HES及GOES-R在内的计划，理由是NPOESS没有足够的测试和开发中的严重成本超支。对于预期的62亿美元来说，到2006年成本已经超支114亿美元。

### 建造
2008年12月，NASA和NOAA选定洛克希德·马丁航天系统为GOES-R及前两颗卫星的承包商，合同预计价值为10.9亿美元。 初步设计于两年后完成 ，最终设计于2012年5月完成。卫星建造平台外包给ATK公司，核心部件于2013年1月交付。2013年5月，极端紫外线和X射线辐射传感器(EXIS)成为第一个安装就绪的Go-R仪器。ABI于2014年2月完成一体化。3个月后交付了航天器推进和系统模块，并完成最后的集成和测试阶段。卫星其后被转移至肯尼迪航天中心并在2016年8月22日后进行更多实验并为发射做出准备。

## 航天器设计
| 波长     | 編號 | 簡稱 | 中心波長 (µm) | 赤道帶 水平解析度 (km) | 偵測範疇                       |
| -------- | ---- | ---- | ------------- | ---------------------- | ------------------------------ |
| 可見光   | 1    | V1   | 0.470         | 1                      | 植被、氣膠、彩色圖像（藍）     |
| 可見光   | 2    | VS   | 0.640         | 0.5                    | 植被、低雲與霧、彩色圖像（紅） |
| 近紅外線 | 3    | N1   | 0.860         | 1                      | 植被、氣膠                     |
| 近紅外線 | 4    | N2   | 1.380         | 2                      | 卷云                           |
| 近紅外線 | 5    | N3   | 1.610         | 1                      | 雪/冰识别，云相态              |
| 近紅外線 | 6    | N4   | 2.260         | 2                      | 雲密度半徑範圍                 |
| 紅外線   | 7    | I4   | 3.90          | 2                      | 低雲族與霧、自然火災           |
| 紅外線   | 8    | WV   | 6.15          | 2                      | 對流層高层水汽                 |
| 紅外線   | 9    | W2   | 7.00          | 2                      | 對流層中层水汽                 |
| 紅外線   | 10   | W3   | 7.40          | 2                      | 对流层低层水汽                 |
| 紅外線   | 11   | MI   | 8.50          | 2                      | 雲相判別、二氧化硫             |
| 紅外線   | 12   | O3   | 9.70          | 2                      | 臭氧含量                       |
| 紅外線   | 13   | IR   | 10.30         | 2                      | 雲圖像、雲頂資訊               |
| 紅外線   | 14   | L2   | 11.20         | 2                      | 雲圖像、海面溫度               |
| 紅外線   | 15   | I2   | 12.30         | 2                      | 雲圖像、海面溫度               |
| 紅外線   | 16   | CO   | 13.30         | 2                      | 雲頂高度                       |